# Dominik Baumgartner
Dominik Baumgartner (20 luglio 1996) è un calciatore austriaco, difensore del Wolfsberger.

## Caratteristiche tecniche
È un difensore centrale.

## Palmarès

### Club

#### Competizioni nazionali
- Coppa d'Austria: 1

Wolfsberger: 2024-2025